# Département d'Aïoun El Atrouss

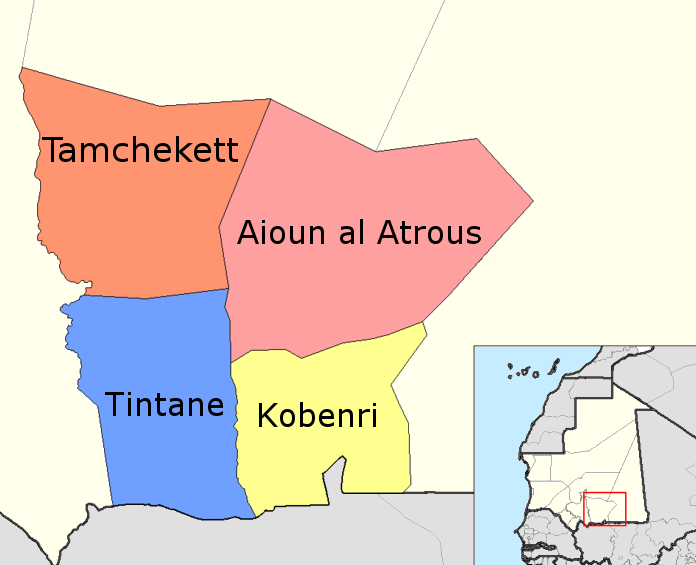
Les départements de Hodh El Gharbi : Aïoun El Atrouss au nord-est

Le département d'Aïoun El Atrouss est l'un des quatre départements (appelés officiellement Moughataa) de la région de Hodh El Gharbi en Mauritanie.

## Liste des communes du département
Le département d'Aïoun El Atrouss est constitué de sept communes :
- Aïoun El Atrouss
- Beneamane
- Doueirare
- Egjert
- N'Savenni
- Oum Lahyad
- Ten Hamadi

En 2000, l'ensemble de la population du département d'Aïoun El Atrouss regroupe un total de 46 273 habitants (21 283 hommes et 24 890 femmes).